# Euphone (orgue)
Pour les articles homonymes, voir Euphone.
L'euphone est un jeu d'orgue de 16 ou 8 pieds à anches libres et résonateur conique.